# ピラン湾

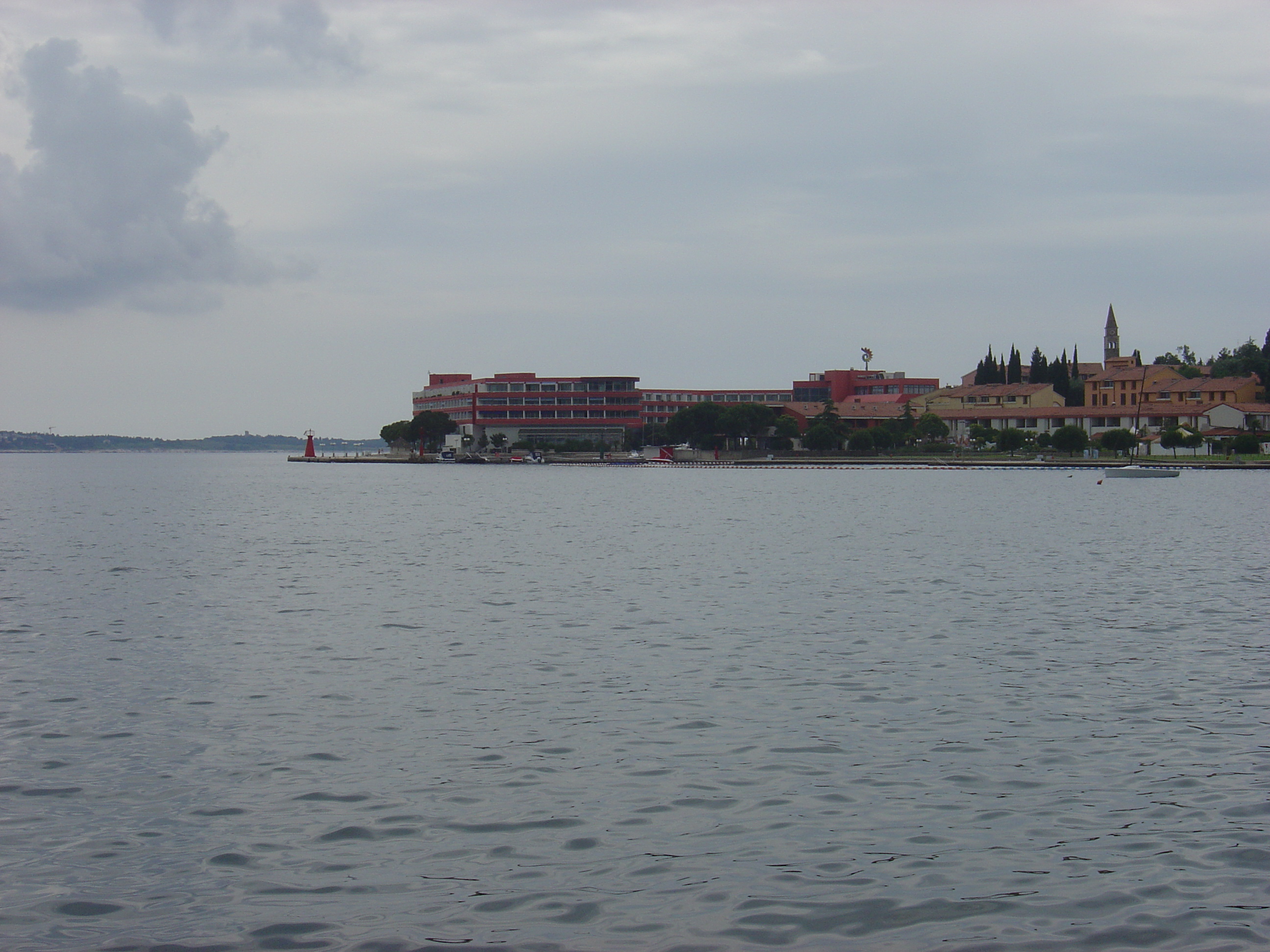
ピラン湾の景色。スロベニアのポルトロシュより

ピラン湾（ピランわん、スロベニア語:Piranski zaliv、クロアチア語:Piranski zaljevあるいはSavudrijska vala、イタリア語:Baia di Pirano）は、都市ピランの名をとって名づけられたアドリア海北西部の湾であり、トリエステ湾の一部である。その面積は約19km2程度である。
その境界はスロベニア領のマドナ岬（Madona）から、クロアチア領のサヴドリヤ岬（Savudrija）を結んだ線の内側である。湾の南側はクロアチア、北側はスロベニアの領海であるが、その境界線を巡って1991年以降論争がある。スロベニア側の海岸はスロベニアの町ピラン、ポルトロシュ（Portorož）、ルツィヤ（Lucija）があり、クロアチア側には観光客のキャンプ場ツルヴェニ・ヴルフ（Crveni vrh）およびカネグラ（Kanegra）がある。
湾にはドラゴニャ川が流れ込んでおり、この川がクロアチアとスロベニアの国境となっている。

## 紛争

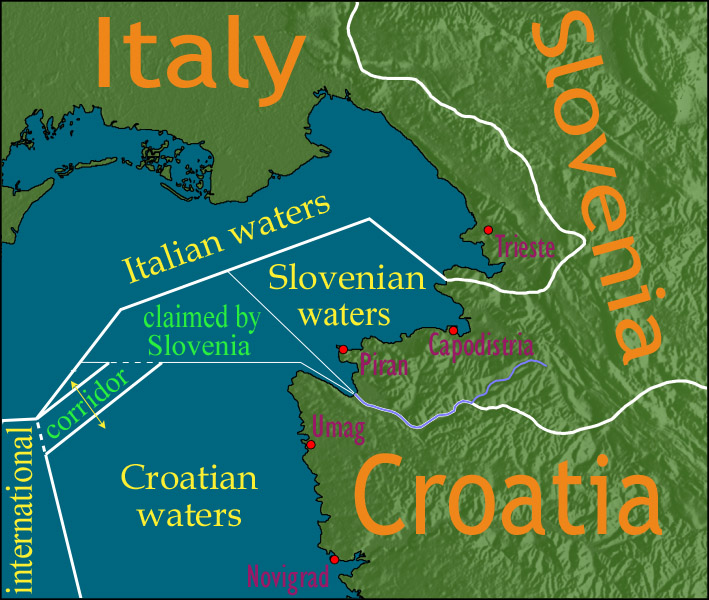
ドルノウシェク＝ラチャン合意に基づく、ピラン湾における、スロベニアとクロアチアの海上国境の案。この合意はクロアチア議会によって否決されており、実現されていない。

1991年以降、スロベニアとクロアチアのピラン湾の海上の境界線は論争となっている。2国はその境界線に関して主張が異なっており、ユーゴスラビア時代はその境界線は定められていなかった。

### 紛争の経緯
第二次世界大戦が終わったあと、トリエステ北部のミルナ川（Mirna）から南にかけてはトリエステ自由地域に属するものとされた。1954年、この地域は解体され、地域はイタリアとユーゴスラビアによって暫定的に分割されることになった。そして、1975年にオージモ条約によって公式にユーゴスラビアへの編入が合意された。ユーゴスラビアは、同国領となった地域を更にクロアチア社会主義共和国とスロベニア社会主義共和国に分割した。当時のクロアチアとスロベニアは共にユーゴスラビア連邦を構成する構成国であった。両国が独立してはじめて、ピラン湾の領有権問題が双方の漁民や警察の間で問題となった。
両国が独立を宣言してからまもなく、湾の上の国境線に関して最初の草案が出され、クロアチア側の立場である国境を湾の中央に引くことにスロベニア側も同意した。しかしながら、翌年になってスロベニアは態度を変え、草案を拒否した。
数ヵ月後の1992年6月5日、スロベニアは初めて、ピラン湾全域がスロベニアに属するとする要求を出した。それ以降、スロベニアはこの立場を変えていない。

### クロアチア側の主張
クロアチアの主張では、境界線は両国の海岸から等距離のところに引かれるべきであるとしている。この主張は海洋法に関する国際連合条約の第15条に基づくものである。もしスロベニアが歴史的権利を主張し、それが正当であると証明されれば、このクロアチア側の主張は同じ条項によって否定されることになる。

### スロベニアの主張
スロベニアの主張は海洋法に関する国際連合条約の第15条に基づいており、この条文では歴史的な主張と海洋統治、そして2国双方が承認する条約が他の主張に超越すると規定している。この条文によって、クロアチアとスロベニアの間の海上の国境は1991年6月25日、両国が独立を宣言した日に設定された。
スロベニアによると、スヴドリヤ（Savudrija）は数世紀にわたってピランと結びつきを持っており、スロベニア警察は1954年（トリエステ自由地域解体時）以降、1991年（ユーゴスラビア崩壊時）までピラン湾全域を継続的に管理してきたとしている。従って、歴史的経緯により湾全域がスロベニアに属するとしている。スロベニアによる歴史的統治には、クロアチア側から疑義が持たれている。
湾の2分割よりも多くの領域主張をするのとは別に、スロベニアの領海は国際水域（公海）へも接続されるべきであり、スロベニアは国際水域上に排他的経済水域（EEZ）も設定するとしている。スロベニアが1996年6月16日に批准した海洋法に関する国際連合条約によると、排他的経済水域は領海に接していなければならず、その領海は12海里まで拡張できるとされている。スロベニアの領海は国際水域まで15海里ほど離れている。従って、スロベニアが国際水域に排他的経済水域を設定できるとの主張は海洋法に関する国際連合条約に反する。もしスロベニアの排他的経済水域（Slovenian EEZ）が認められれば、その範囲内の全ての地点は距離的にスロベニアよりもクロアチアに近く、そしてイタリアに近いことになる。これもまた、海洋法に関する国際連合条約に反するものである。

### ドルノウシェク＝ラチャン合意
2001年6月20日、スロベニアの首相ヤネス・ドルノウシェクと、クロアチアの首相イヴィツァ・ラチャンは、ドルノウシェク＝ラチャン合意と呼ばれる合意を始めた。合意では海上国境を含むクロアチアとスロベニアの間の全ての国境を定義するものである。この合意によると、クロアチアは湾全域の3分の1の領域を得てイタリアと国境を接し、他方でスロベニアは国際水域への回廊を得ることになった。しかしながら、クロアチアの議会はこの決定の批准を否決した。

## その他
クロアチアは、アドリア海のイタリアとの中間線よりクロアチア側に、排他的経済水域を設定することを計画している。2008年1月には、クロアチアはアドリア海の中間線以東を「漁業・環境保護水域」であると宣言し、実質的に排他的経済水域とした。しかしながら、スロベニアはこの決定に反発した。スロベニアはこの当時欧州連合の議長国でもあり、クロアチアの欧州連合加盟プロセスの進展への遅れも懸念された。そのため同年3月には、クロアチア側がこの水域の欧州連合加盟国への適用を凍結することが決定された。